# Bavastrelli
Bavastrelli es una aldea de la comuna de Propata en la Provincia de Génova, en Italia.
En el pueblo de Bavastrelli viven 43 habitantes, número que aumenta considerablemente en la época estival con la llegada de veraneantes.

## Geografía

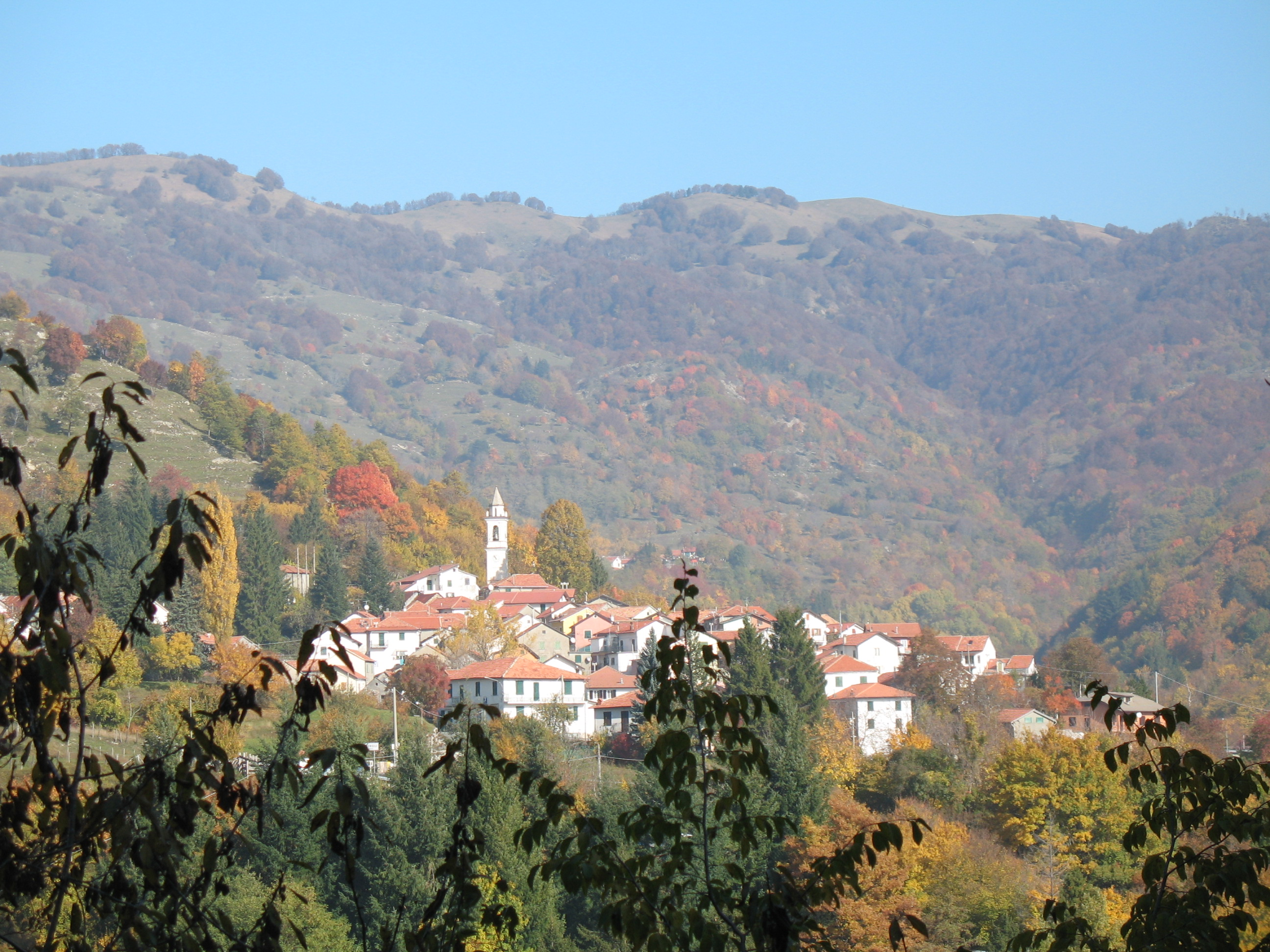
Vista panorámica de Bavastrelli.

Bavastrelli está situado en la parte alta del Valle Trebbia y es parte de la Comunidad de Montaña Alta Val Trebbia. El pueblo se encuentra cerca del Lago Brugneto.
Bavastrelli también forma parte del parque natural Regional de Antola, y desde allí parte uno de los senderos principales que conducen a la cima del Monte Antola (1597 m).

## Historia
En 1622 Bavastrelli contaba con treinta familias, tantas como en Propata, la actual capital comunal. Durante la Segunda Guerra Mundial la villa se vio envuelta en enfrentamientos entre partisanos y tropas nazi-fascistas, insertándose estas últimas en una línea defensiva que tenía como objetivo impedir el avance de los partisanos hacia la costa. La flor amarilla del diente de león, muy común en estas zonas rurales, fue elegida como símbolo del pueblo de Bavastrelli.

## Monumentos y lugares de interés

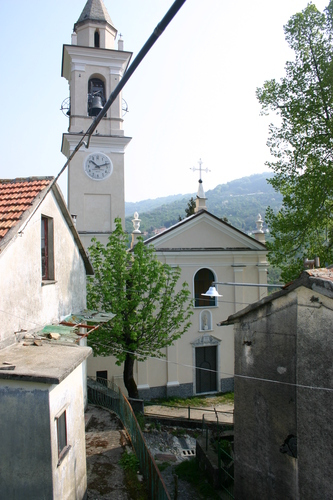
Iglesia de Bavastrelli.

### Lugares de culto
- La iglesia de San Giacomo, la iglesia parroquial de la aldea,[4] fue construida en 1836.[5][6] En 1918 se estableció la parroquia de Bavastrelli, separada de Propata.[5] Tiene una fachada a dos aguas enlucida con cuatro pilastras capiteles que sostienen el tímpano de remate: en el centro está el portal de acceso de piedra, rematado por una pequeña hornacina que contiene la estatua de Santiago el Mayor y por una ventana de arco toda sexta.[6] En el lado izquierdo de la iglesia se alza la monumental torre campanario de sección cuadrada, con fuste pilastrado, dotado de espadaña enmarcada con vanos de medio punto y rematada por un tambor octogonal con cúspides.[6] El interior, de una sola nave, incluye un ábside modificado con altares laterales y cubierta con bóveda de cañón.[6] La parroquia de Bavastrelli tiene unos 40 habitantes[4] y la fiesta patronal de Santiago el Mayor se celebra cada 25 de julio.

### Instalaciones deportivas
Bavastrelli es sede de diversas actividades deportivas y recreativas, teniendo un campo de fútbol de 7 jugadores, una pista de bowling, un salón de baile, un bar y juegos para niños.
Las actividades y manifestaciones son gestionadas y organizadas por el Grupo Sportivo Bavastrelli, fundado en 1970, simultáneamente con la construcción de la cancha, y debido a la idea de algunos residentes ansiosos por entregar a los niños, jóvenes y personas mayores, un espacio para recrearse durante su tiempo libre..

## Cultura

### Eventos
- Feria del Caballo (18 de julio)
- Fiesta patronal de Santiago el Mayor (25 de julio)

### Senderismo: sendero Bavastrelli - Monte Atola
- Diferencia de altitud: 766 m
- Duración promedio: 2:00-2:15 h

Como se mencionó anteriormente, desde Bavastrelli parte uno de los senderos más frecuentados hacia la cumbre del Monte Atola. Se inicia en la iglesia del pueblo, siguiendo el camino que sube hacia la izquierda. Se continúa por una pista empedrada, desde donde se domina una vista del valle y el Lago Brugneto.
Después de un tramo casi plano se encuentra la Capilla de San Antonio. Un poco más adelante el camino avanza en dirección norte, subiendo bruscamente entre rocas y arbustos, pasando la Capilla de la Madonna delle Grazie.
En la cota 1400 se entra en un denso bosque de hayas y se llega al nuevo Refugio del Antola (1537 m). Desde el refugio se accede rápidamente a la cima (1597 m).

## Economía
Se basa principalmente en la agricultura y la producción local.

## Infraestructura y transporte

### Carreteras
Bavastrelli se encuentra a lo largo de la Strada Provinciale 15 del Brugneto, la cual conecta Torriglia con Montebruno, adyacente a la Strada Statale 45 del Valle Trebia que conecta a Génova con Piacenza. Las salidas de autopista más cercanas están en Busalla, por la Autostrada A7 (proveniente del norte) y al este de Génova por la Autostrada A12 (proveniente del sur).

### Ferrocarriles
La estación de tren más cercana es la de Busalla, a la que llega la línea Turín-Génova.